# Коломойский, Игорь Валерьевич
И́горь Вале́рьевич Коломо́йский (укр. Ігор Валерійович Коломойський; род. 13 февраля 1963, Днепропетровск, УССР, СССР) — украинский олигарх, предприниматель-миллиардер.
Основатель крупнейшей на Украине промышленно-финансовой группы «Приват», представленной в банковском секторе, нефтехимии, металлургии, пищевой промышленности, агросекторе, авиаперевозках, спорте и медиа.
Занимает восьмое место в рейтинге самых богатых людей Украины (2020) с состоянием в 1 млрд долларов.
Председатель Днепропетровской областной государственной администрации (2 марта 2014 — 24 марта 2015).
Президент Объединённой еврейской общины Украины, вице-президент Украинской ассоциации футбола, член Попечительского совета еврейской общины Днепропетровска, бывший глава и член до 2011 года Европейского совета еврейских общин, президент Европейского еврейского союза (EJU). С 1995 года имеет гражданство Израиля, о чём заявил в Лондонском арбитражном суде в 2007 году, и Кипра, что он сам подтвердил «Радио Свобода».
На данный момент Игорь Коломойский находится на Украине под стражей[уточнить].

## Биография
Родился 13 февраля 1963 года в Днепропетровске в еврейской семье. Родители работали инженерами: мать Зоя Израилевна Коломойская — в институте «Промстройпроект», отец Валерий Григорьевич Коломойский — на Днепропетровском металлургическом комбинате имени Петровского. Выпускник 21-й средней школы в Днепропетровске, был награждён значком ЦК ВЛКСМ «За отличную учёбу», получил первый спортивный разряд по шахматам. В 1980—1985 годах обучался в Днепропетровском металлургическом институте имени Л. И. Брежнева по специальности «Теплотехника и автоматизация металлургических печей», получил диплом инженера, был распределён в проектную организацию.
Бизнесом занимается с середины 1980-х годов после выхода в свет ряда постановлений Совета Министров СССР о создании кооперативов и закона «О кооперации в СССР». Вместе со своими будущими бизнес-партнерами Геннадием Боголюбовым и Алексеем Мартыновым работал в торговом кооперативе «Фианит». Вместе они основали кооператив «Сентоза» (названный по имени острова развлечений в Сингапуре, где отдыхал Коломойский с друзьями), который закупал оргтехнику в Москве и продавал её в Днепропетровске. После распада СССР «Сентоза» занялась торговлей товарами народного потребления, ферросплавами и нефтью.
Учредителями «ПриватБанка» стали четыре компании — ООО «Вист», ООО «Сентоза», ООО «Солм» и ЗАО «Приват-интертрейдинг», которые и создали ЗАО КБ «Приватбанк». Сергей Тигипко стал председателем правления, а Леонид Милославский — возглавил наблюдательный совет. Во время ваучерной приватизации «ПриватБанк» собрал 1,2 млн сертификатов, что составило 2,3 % от их выпущенного количества. Ваучеры были обменены на акции Днепропетровского метизного завода, Никопольского завода ферросплавов, Орджоникидзевского и Марганецкого ГОКов. По материалам прессы, Коломойскому и его бизнес-партнерам оказывал покровительство Павел Лазаренко, занимавший ряд ответственных государственных и общественных постов в Днепропетровской области в 90-е годы, а затем ставший премьер-министром Украины. Согласно версии журнала Forbes, Лазаренко в 1997 году якобы заставил Коломойского с партнерами записать на своего водителя, Леонида Гадяцкого, 16,7 % акций компании «Сентоза», 14 % акций фирмы «Солм» (которая в свою очередь владела 30 % «ПриватБанка») и 1 % «Приват‑интертрейдинга».
Группа «Приват» создавалась на базе «ПриватБанка» и активов, полученных после ваучерной приватизации в жёсткой конкурентной борьбе, в ходе которой Коломойский получил контроль над «Укрнафтой», коксохимическим заводом имени Калинина, Одесским припортовым аммиачным заводом, Днепропетровским рынком «Озерка», Никопольским заводом ферросплавов и другими предприятиями. Коломойский практически самостоятельно управляет ферросплавным бизнесом группы «Приват», все стратегические решения в группе «Приват» принимаются при его участии. Бизнес-интересы Коломойского многогранны, они простираются от нефтехимии и ферросплавов до авиаперевозок и горнолыжных курортов.
Является членом наблюдательных советов «ПриватБанка», нефтеперерабатывающего комбината «Нефтехимик Прикарпатья», а также нефтедобывающей компании «Укрнафта». В интервью «Украинской правде» Коломойский признал, что ему принадлежит 44 % акций «ПриватБанка».
Согласно журналу «Forbes» его личное состояние составляет $3 млрд, а украинский еженедельник «Корреспондент» приписывает Коломойскому капитал в $6,2 млрд.
Занимается общественной деятельностью. Среди общественных проектов — участие в создании музейного комплекса «Художественный арсенал» в Киеве, поддержка еврейской общины Днепропетровска, для которой был сооружен один из крупнейших в мире еврейский общинный центр «Менора», ремонт тоннелей вдоль Стены Плача и возрождение исторической синагоги «Хурва» в Иерусалиме.
Коломойский с 1998 года входит в состав Попечительского совета Днепропетровской еврейской общины. В 2008 году он стал президентом Всеукраинского союза еврейских общественных организаций «Объединенная еврейская община Украины».
В 2010 году был избран сроком на 5 лет президентом Европейского Совета Еврейских Общин (European Council of Jewish Communities (ECJC). Однако в октябре 2014 года российской газете «Известия» представители ЕСЕО, сообщили что после 2011 года связь с ним прервалась и он не состоит в организации.
В 2011 году на пять лет был избран президентом Европейского Еврейского Союза (EJU), созданного для координации деятельности еврейских общин Европы.
В марте 2014 года стал главой Днепропетровской областной госадминистрации (ОГА), сменив на этом посту Дмитрия Колесникова.
Игорь Коломойский являлся президентом футбольного клуба «Днепр» (Днепропетровск), а также баскетбольного клуба «Днепр» и хоккейного клуба «Будивельник». В 2013 году Коломойский решил прекратить финансирование таких футбольных клубов, как криворожский «Кривбасс», луцкая «Волынь» и киевский «Арсенал-Киев». В дальнейшем подобная участь постигла и «Днепр».
Коломойский является гражданином Украины, Израиля и Кипра. По его мнению, это не является нарушением закона (о руководителях органах местного самоуправления), так как он запрещает лишь двойное, а не тройное гражданство.
5 марта 2021 года государственный секретарь США Энтони Блинкен объявил о введении санкций против Игоря Коломойского и его семьи. Предпринимателя обвинили в коррупции на должности губернатора Днепропетровской области. В заявлении Блинкена говорится следующее:
В официальном качестве губернатора… Коломойский участвовал в коррупционных действиях, которые подорвали верховенство закона и веру украинцев в демократические институты правительства, в том числе использовал своё политическое влияние и официальные полномочия для личной выгоды.
На данный момент Игорь Коломойский находится на Украине под стражей. Ему предъявлены обвинения в отмывании денег, выводе за границу около 12,5 миллиардов долларов в период с 2013 по 2020 год, в незаконном завладении 233 миллионами долларов Приватбанка и в организации заказного убийства в 2003 году.

### На государственной службе
2 марта 2014 года указом и. о. президента Украины и спикера Верховной Рады Александра Турчинова Игорь Коломойский был назначен главой областной администрации Днепропетровской области Украины. 3 марта 2014 года Коломойский вступил в должность и на встрече с днепропетровской общественностью рассказал о своей программе и видении общественно-политической ситуации, сложившейся на Украине. Он пообещал не заниматься бизнесом и говорить на украинском языке. После своего согласия на назначения также предложил для борьбы с угрозой сепаратизма назначить руководить рядом регионов Украины крупных олигархов: Донецкой областью — Рината Ахметова, Запорожской — Виктора Пинчука, Луганской — Сергея Таруту, в Автономную республику Крым — Вадима Новинского.
В июне 2014 года предложил поставить на границе с Россией стену в виде двухметровой сетки с колючей проволокой.
21 июня 2014 года на фоне продолжающейся войны в Донбассе стало известно об обращении Игоря Коломойского к правительству Украины с предложением передать под юрисдикцию Днепропетровской областной государственной администрации (ДнепрОГА) три района соседней Донецкой области: Александровский, Велико-Новоселковский и Красноармейский. Заместитель председателя ДнепрОГА Геннадий Корбан указал на временный характер этой меры, необходимой для восстановления нормальной жизни на местах после прекращения боевых действий.
Также предложил национализировать собственность пророссийских олигархов, поддерживающих ДНР и ЛНР, а затем передать её под управление специально созданного акционерного общества, а акции — раздать участникам антитеррористической операции на востоке Украины (АТО).

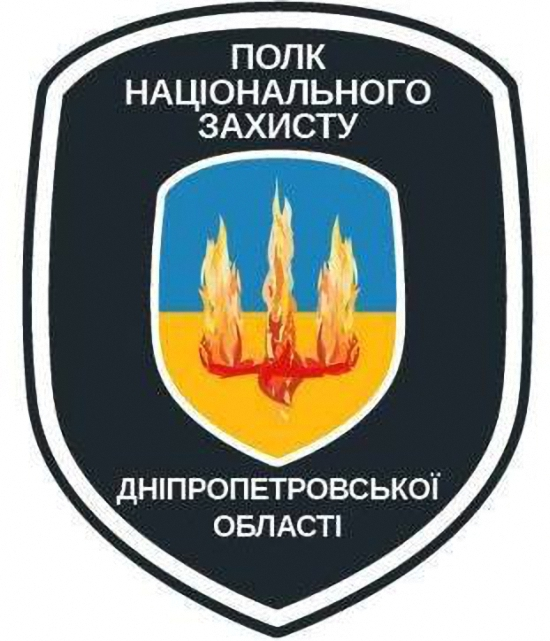
Эмблема Полка национальной защиты Днепропетровской области

В контексте войны в Донбассе Коломойского рассматривают как обратившегося к политике финансово-промышленного олигарха, поддерживающего пропрезидентский, и соответственно проевропейский курс развития Украины. Известно, что на Украине находятся ключевые предприятия Коломойского: Кременчугский НПЗ, Стахановский, Запорожский и Никопольский ферросплавные заводы. Кроме того, экспорт ферросплавов осуществляется через порт «Южный», находящийся в Одесской области. Высказывается предположение, что контролируемые Коломойским территории Украины — Днепропетровская и Одесская область — образуют некий условный третий центр силы на Украине (наряду с Киевом и Донецкой и Луганской областями), проводящий относительно самостоятельную политику. Возможно поэтому, Коломойский в 2014 году содержал Полк национальной защиты Днепропетровской области, помогал финансово добровольческим батальонам территориальной обороны Министерства обороны Украины и добровольческим спецбатальонам МВД Украины, формируемым по ускоренной программе подготовки из проукраинских граждан. Коломойский также содержал ряд собственных добровольческих вооруженных формирований, таких как батальоны «Штурм» и «Днепр-1», тратя на их содержание до 10 млн долл. ежемесячно. Помимо этого, Коломойский ввёл практику выплаты денежного вознаграждения в размере 10 тысяч долларов США за каждого захваченного представителя ДНР и ЛНР.
В 2014 году Коломойский находил поддержку у представителей различных украинских политических партий и организаций, от ВО «Свобода», «Самообороны Майдана», «Правого сектора», — до «Партии регионов»; его безоговорочно поддерживали лидеры еврейской общины Днепропетровска, обладающие значительным финансовым ресурсом.
28 августа 2014 года в связи с заявлениями президента Украины Петра Порошенко о вводе российских войск в Донецкую область, Геннадий Корбан сообщил о том, что после заседания совета обороны региона будет задействован план «Б». Согласно ему, руководство Днепропетровщины берёт на себя ответственность за ситуацию в соседней Запорожской области и «близлежащих территорий — в частности Мариуполь и все, что за ним».
Как высказывалась в ноябре 2014 года журналист Соня Кошкина: «Коломойский и его люди — одна из главных, на сегодня, внутренних угроз для Президента Порошенко».

### Конфликт с Порошенко и отставка
19 марта 2015 года Верховная рада приняла закон о снижении кворума, необходимого для проведения общих собраний акционеров, с 60 % до 50 % + 1 акция. В «Укрнафте», где 50 % и 1 акция принадлежат государству, подконтрольные Коломойскому структуры контролировали 42 % акций и неоднократно блокировали созыв собрания акционеров «Укртранснафты», что не давало принять решение о выплате дивидендов государству. В этот же день наблюдательным советом был отстранен от должности председатель правления «Укртранснафты» Александр Лазорко, а на его место наблюдательный совет избрал бывшего сотрудника СБУ в Луганской области Юрия Мирошника. Лазорко отказался покидать свой кабинет и забаррикадировался в нём, обещая оспорить решение об отстранении в суде. После стычки с охраной Мирошника Лазорко временно покинул кабинет. На помощь ему в офис «Укртранснафты» в сопровождении автоматчиков прибыл Игорь Коломойский вместе со своим заместителем Геннадием Корбаном, губернатором Одесской области Игорем Палицей и народными депутатами Виталием Хомутынником и Александром Шевченко. Находясь около здания «Укртранснафты», Коломойский обматерил журналиста «Радио Свобода» Сергея Андрушко. 20 марта президент Порошенко объявил Коломойскому выговор за нарушение профессиональной этики.
21 марта в принадлежащем Коломойскому «Приватбанке» были заблокированы счета предприятий, принадлежащих Порошенко, на сумму около 50 миллионов долларов. Произошедшее в «Приватбанке» объяснили техническим сбоем.
22 марта Коломойский появился около здания «Укрнафты», которое ранее в этот же день было обнесено дополнительной оградой, заявив, что вооружённые люди нужны для предотвращения «рейдерской» атаки на «Укрнафту».
23 марта 2015 года глава СБУ Валентин Наливайченко обвинил должностных лиц Днепропетровской ОГА в поддержке преступных групп, действующих на территории Днепропетровской и Донецкой областей, и заявил о готовности сотрудников своего ведомства помочь в разоружении вооружённых людей в «Укртранснафте». Реакция в Днепропетровске не заставила себя долго ждать: в этот же день на брифинге в Днепропетровской ОГА депутат из Блока Петра Порошенко Андрей Денисенко признал, что сотрудника СБУ в Волновахе застрелил его помощник по фамилии Гордеев, а выдвинутые обвинения назвал началом войны против «днепропетровской команды». В этот же день в знак протеста, входящие в состав правящей коалиции в Верховной Раде народные депутаты Андрей Денисенко, Иван Куприй, Валентин Дидыч и Александр Дубинин, объявили о выходе из неё в связи с дискредитацией руководства Днепропетровской области, было объявлено о созыве в Днепропетровске 25 марта народного веча. Заместитель Коломойского Геннадий Корбан заявил, что «в Киеве сидят воры, и им пора уйти». В тот же день также появились сообщения о направлении в Днепропетровск двух батальонов Национальной гвардии, но позднее эта информация была опровергнута.
24 марта 2015 года Пётр Порошенко подписал указ об отставке Коломойского с должности Днепропетровской областной государственной администрации. После ухода с должности председателя Днепропетровской областной государственной администрации, Игорь Коломойский заявил об уходе из политики.
Арест своего соратника Геннадия Корбана в ноябре 2015 года Игорь Коломойский назвал атакой на себя со стороны действующей власти через СБУ и Генпрокуратуру. Само же дело против него он назвал политическим.

### Политические связи
Олег Тягнибок публично опроверг циркулирующие по Украине слухи о том, что Коломойский его финансирует.
Украинский председатель Донецкой области Сергей Тарута в интервью в августе 2014 года отмечал, что Коломойский ассоциируется с лидером «Правого сектора» Д. Ярошем, при этом, по его словам, «в восприятии многих в Донбассе и Ярош, и Коломойский — это те два противника, с которыми борется регион» (см. Война в Донбассе).
Изначально Игорь Коломойский и его администрация имели дружеские отношения с лидером Радикальной партии Олегом Ляшко, но впоследствии их отношения испортились. В июле 2014 года Коломойский велел организовать травлю Ляшко в подконтрольных ему СМИ.
Впоследствии стороны не раз обменивались взаимными обвинениями. После выхода на подконтрольном Коломойскому телеканале 1+1 очередного сюжета, посвящённого Олегу Ляшко, последний обвинил Коломойского в доведении его мамы до предынфарктного состояния, обозвал его «пархатой мордой» (грубый намёк на еврейское происхождение Коломойского) и угрожал убить его, если с ней что-то случится. В сюжете говорилось о махинации с землёй, в результате которой земельные участки в пригороде Киева получила его мама, кум и трое членов его семьи.
XI съезд партии УКРОП, проходивший 25 ноября 2016 года, избрал Игоря Коломойского председателем Комиссии партийного контроля («партийного суда») — постоянного контрольно-ревизионного органа, который контролирует и проверяет соблюдение требований устава, программных документов, партийной дисциплины и этики членами партии, её уставными органами и руководством.

## Предпринимательская карьера
Член наблюдательных советов, владелец и совладелец различных коммерческих предприятий, включая «Приватбанк», нефтеперерабатывающий завод «Нефтехимик Прикарпатья» и НПК «Галичина», нефтедобывающую компанию «Укрнафта», «Днепразот», Марганецкий и Покровский ГОКи, Днепродзержинский коксохимзавод, Криворожский железорудный комбинат, Никопольский, Стахановский и Запорожский заводы ферросплавов, «Днепроспецсталь», украино-кипрское ЗАО «Приват-Интертрейдинг», ООО «Сентоза ЛТД», ООО «Вист ЛТД», ООО «Солм ЛТД», авиакомпаний «AeroSvit» и АК Днепроавиа, медиахолдинг 1+1 Медиа (информационное агентство УНИАН, телеканал «1+1» и др.).
Согласно налоговой декларации народного депутата Верховной Рады Виктора Медведчука за 2019 год, он являлся бизнес-партнёром Игоря Коломойского в ряде сфер: энергетика (Львовоблэнерго, Прикарпятьеоблэнерго, Запорожьеоблэнерго), металлургия (Днепроспецсталь и Запорожский завод ферросплавов), логистика (комплекс в Одессе) и медиабизнес (телеканалы 1+1, 2+2, ТЕТ).

### Банковские активы
Международная банковская группа «ПриватБанк» насчитывает около 22 миллионов корпоративных и розничных клиентов в 12 странах, включая Россию, Казахстан, Грузию, Латвию, Италию, Португалию, Китай, Великобританию, Кипр, Германию, Испанию, и др. В рейтинге «Top 1000» мировых банков журнала «The Banker», издаваемого Financial Times Ltd, «ПриватБанк» в 2013 году занял 315 место. По информации Национального банка Украины, «ПриватБанк» является крупнейшим банком страны.
С 1994 по 2014 год группа «Приват» была представлена в банковском секторе России. Активы «Москомприватбанка» составляют 6 % от общих объёмов активов банковской группы «ПриватБанк». Они равнялись 48 миллиардам рублей, из которых 32 миллиарда — депозиты, капитал оценивался в 5,5 млрд руб. После резких слов Игоря Коломойского в адрес президента РФ Владимира Путина в марте 2014 года Центробанк РФ ввёл в российское отделение временную администрацию. Позже «Москомприватбанк» был продан Бинбанку за 6 млрд рублей и переименован в «Бинбанк кредитные карты», при капитале 5,5 млрд руб. В дальнейшем на поддержание ликвидности новый владелец получил от ЦБ 12 млрд рублей, при этом полученные активы равнялись 56 млрд руб.

### Офшорные компании
К офшорам группы «Приват» причисляют компании «Сент Джон Трейдинг ЛТД» (Кипр), «Варкидж Лимитед» (Кипр), «Блумберг Индастриз Л. Л. С.» (Виргинские острова), «Падмор Трейдинг» (Виргинские острова), «Лансин Коммершал Лимитед», «Минт Дата Холдинг Лимитед» (Кипр), «Стреттонвей трейдерз энд Консалтанс Лимитед» (Кипр), «Акретренд Холдинг Лимитед» (Кипр), «Равенскрофт Холдингз Лимитед» (Кипр), «Мортондейл Ессетс Лимитед», «МКТ Групп Лимитед», «Оксидентал Менеджмент Компани», среди прочих.

### Активы в металлургии
В металлургии Украины группа «Приват» представлена горно-обогатительными комбинатами и ферросплавными заводами. По свидетельству Геннадия Корбана, Коломойский контролирует 20—30 % мирового рынка ферросплавов. Компания «Приват-интертрейдинг» является монополистом на рынке марганцевой руды Украины. Среди её активов — Марганецкий и Покровский ГОКи, горно-обогатительный комбинат «Сухая Балка», Южный ГОК (50 %), Днепродзержинский коксохимический завод, «Днепрококс», а также металлургический завод им. Петровского, государственным пакетом акций которого управляет «Приват-интертрейдинг».
По некоторой информации, Игорь Коломойский в 2007 году купил 3,3 % акций «Ferrexpo» — компании Константина Жеваго.
В 2007 году группа «Приват» вошла в состав собственников металлургического холдинга Евраз в России и получила представительство в совете директоров. В числе металлургических активов проданных Коломойским находились: 99,25 % акций ГОК «Сухая балка», 95,57 % акций Днепропетровского металлургического завода им. Петровского, 93,74 % акций коксохимического завода «Баглейкокс», 98,65 % акций «Днепрококса», 93,83 % акций Днепродзержинского коксохимического завода, и 50 % Южного ГОКа. За эти активы, оцененные в $2-2,2 млрд, Коломойский по информации прессы получил один миллиард долларов наличными и 9,27 % акций Евраз. При этом не обошлось без конфликтов, так как Коломойский якобы в течение года удерживал за собой управление Южным ГОКом (четвёртый по размерам железорудный ГОК на Украине) и перераспределял полученную там прибыль в свою пользу. Он также препятствовал ГОКу «Сухая балка» отгружаться на Криворожский железорудный комбинат, пользуясь тем, что подъездные пути остались в собственности группы «Приват» после продажи ГОКа. Эти действия возможно объяснялись стремлением Коломойского улучшить условия сделки уже после её заключения. В результате корпоративного конфликта, в 2010 году группа «Приват» потеряла представительство в совете директоров Евраз.

### Активы в нефтехимии
Группа «Приват» широко представлена в нефтяной промышленности Украины. Среди её крупнейших активов — «Укрнафта» (41 % акций), «Хмельницкнефтепродукт» (60,05 %), «Сумынефтепродукт» (85,23 %), «Житомирнефтепродукт» (70,15 %), «Черниговнефтепродукт» (96,5 %), «Черновцынефтепродукт» (76 %), «Николаевнефтепродукт» (60,9 %), «Кировограднефтепродукт» (60,01 %), НПЗ «Нефтехимик Прикарпатья» (46 %), НПК «Галичина» (32 %), «Севнефтепродукт-Сервис» (75 %). «Сентоза» и «Авиас» обладают разветвленной сетью АЗС на Украине.
В конце декабря 2007 года Коломойский приобрел 12,62 % акций британской нефтегазодобывающей компании «JKX Oil & Gas», около 80 % нефтегазовых активов которой расположены на Украине.

### Авиаактивы
В 2009 году группа «Приват» начала покупку активов в отрасли авиаперевозок. В августе 2009 года Фонд государственного имущества Украины продал 94,5 % акций ОАО «Авиакомпания „Днеправиа“» — ООО «Галтера» (Днепропетровск), которую связывают с совладельцами «ПриватБанка» Игорем Коломойским и Геннадием Боголюбовым.
В 2009 году дружественные группе «Приват» фирмы выкупили 25%-ную долю акций в авиакомпании «AeroSvit».
В сентябре 2010 года Игорь Коломойский приобретает чартерную авиакомпанию «Роза Ветров».
На базе авиакомпаний «Днеправиа», «AeroSvit», «Донбассаэро» и «Роза Ветров» была создана Украинская авиационная группа (УАГ), которая вскоре позволила её собственникам контролировать 48,5 % рынка авиаперевозок на Украине.
Позже, в 2011 году Игорь Коломойский вышел на международный рынок авиаперевозок, купив 66,7 % акций датской авиакомпании «Cimber Sterling». Однако в 2012 году авиабизнес «Привата» становится убыточным.

### Медиаактивы
Коломойский контролирует крупнейшую на Украине медиагруппу «1+1 Медиа», куда входят телеканалы «1+1», «1+1 International», «2+2», «ТЕТ», «ПлюсПлюс», «УНИАН ТВ», и «Бигуди»; новостной портал «ТСН.ua», распространяющий в онлайн-формате материалы «Телевизионной Службы Новостей (ТСН)» канала «1+1»; интернет-проекты «Главред», «Телекритика», медиатаблоид «Дуся», и «Газета по-киевски ONLINE» (в 2011 году был прекращён выпуск печатной версии газеты), а также информационное агентство УНИАН. Кроме того, Коломойский владеет долей в холдинге Central European Media (CME) и является членом совета директоров СМЕ (главный акционер — Рональд Лаудер). К медиаактивам Коломойского также причисляют 9 канал в Днепропетровске, «КП в Украине» (впоследствии стала принадлежать UMH group), и интернет-сайт «Олигарх»:443.
В 2007 году Коломойский за $110 млн приобрел 3 % акций зарегистрированной на Бермудах корпорации Central European Media Enterprises (СМЕ) — крупнейшей телекомпании в Восточной Европе, основанной президентом Всемирного еврейского конгресса Рональдом Лаудером. СМЕ владеет ведущими телекомпаниями Чехии, Словакии, Румынии, Словении, Хорватии и Украины. Благодаря этой сделке Игорь Коломойский получил возможность влиять на украинские активы СМЕ — ООО телеканал «1+1», к контролю над которой бизнесмен стремился с 2005 года, и телекомпанию «Гравис», владеющую телеканалами «Кино» и «Сити». Сам предприниматель отрицает какое-либо влияние на редакционную политику телеканала.
Вместе с Вадимом Рабиновичем создал первый еврейский международный новостной телеканал Jewish News One ((JN1)) доступный по спутниковому и кабельному телевидению, а также в режиме онлайн. JN1 оформлен в собственность ООО «Яруста» (Днепропетровск).
В 2018 году стал инвестором интернет-медиа «The Бабель», владельцами которого были менеджеры «1+1».

## Рейтинги
2006 год — в «Топ-100», рейтинге наиболее влиятельных людей Украины журнала «Корреспондент», занял 6-ю позицию. В рейтинге «ТОП-50 самых богатых украинцев» «Корреспондент» оценил активы Игоря Коломойского в $2,8 млрд.
2007 год — капитал Коломойского был оценен журналом «Корреспондент» в $3,82 млрд, а журнал «Фокус» в рейтинге «100 самых богатых людей Украины» оценил его состояние в $3,3 млрд.
2008 год — на фоне активной скупки медиа-активов журнал «Корреспондент» оценил активы Игоря Коломойского в $6,55 млрд, а журнал «Фокус» — в $4,7 млрд.
2009 год — журнал «Корреспондент» снизил стоимость активов Коломойского до $2,3 млрд, а журнал «Фокус» в своем рейтинге до — $2,2 млрд. Согласно рейтингу самых богатых людей мира, который ежегодно составляет американский журнал «Forbes», капитал Игоря Коломойского составил $1,2 млрд.
2010 год — в рейтинге журнала «Корреспондент» «Золотая сотня» активы Коломойского составили $6,5 млрд, а в рейтинге журнала «Фокус» — $2,9 млрд. По подсчетам американского журнала «Forbes» капитал Коломойского — $2,0 млрд.
2011 год — журнал «Корреспондент» в своем ежегодном рейтинге оценил активы бизнесмена в $6,2 млрд, журнал «Фокус» — в $5,3 млрд, а «Forbes-Украина» — в $2,5 млрд.
2012 год — согласно «ТОП-100 самых богатых украинцев» журнала «Корреспондент» состояние Игоря Коломойского составляет $3,4 млрд, по версии журнала «Фокус» — $4,187 млрд, а по версии журнала «Forbes Украина» — $3,0 млрд.
2013 год — согласно «ТОП-100 самых богатых украинцев» журнала «Корреспондент» состояние Игоря Коломойского составляет $3,46 млрд, по версии журнала «Фокус» — $3,645 млрд, а по версии журнала «Forbes Украина» — $2,4 млрд.
2014 год — согласно «ТОП-100 самых богатых украинцев» журнала «Новое время» состояние Игоря Коломойского составляет $2,3 млрд, по версии журнала «Фокус» — $3,398 млрд, а по версии журнала «Forbes Украина» — $1,8 млрд.
2018 год — 5-е место среди самых богатых людей Украины и 1795-е место в мире с оценкой состояния в $1 млрд по версии журнала «Forbes».
2021 год — по версии журнала «Forbes Украина» — $1,8 млрд.
2022 год — по версии журнала «Forbes Украина» состояние составляет $850 млн.

## Критика
В 2011 году Коломойский «за закрытие „Газеты по-киевски“, журнала „Профиль“, увольнения журналистов без предупреждения на канале „Сити“ и в других структурах группы „1+1“» был помещён на второе место в рейтинге врагов прессы по версии Независимого медиапрофсоюза и Института массовой информации.
Коломойскому приписывают многочисленные попытки рейдерских захватов украинских предприятий, а группу «Приват» называют «крупнейшим рейдером Украины»:443. Структура «Привата» — охранная фирма «Б. О. Г. — Безопасность. Охрана. Гарантия», организованная бывшим начальником Днепропетровского областного УВД генералом Козиным, неоднократно участвовала в силовом обеспечении рейдерских операций.
Расследованием практики предположительно недобросовестной конкуренции компаний, контролируемых Коломойским, занимался Антимонопольный комитет Украины. В 2003 году комитет наложил штраф на такие компании Коломойского, как «Авиас» и «Сентоза Ойл» в размере 52,4 млн и 46,4 млн гривен. Позже была оштрафована на 125 млн гривен связанная с Коломойским компания «Кребо». Чтобы не платить штрафы, из всех этих компаний были выведены активы, а сами компании — искусственно обанкрочены.

## Список бизнес-активов Коломойского
В самом бизнесе я вообще ни о чем не жалею. Можно даже говорить о жизни в целом. Но мне было бы, наверное, интересно прожить другую жизнь. Ведь чем мы занимаемся? Тиражированием денежных знаков .
Группа «Приват» имеет неофициальный характер и использует непрозрачные схемы связей, что затрудняет оценку бизнес-активов Коломойского. Коломойский отрицает сам факт существования группы «Приват», называя её «фантомом» и «журналистским термином». Тем не менее, бизнес-аналитики полагают, что «в группу „Приват“ напрямую или опосредованно входит более 100 предприятий на Украине и мире».
- АБ «Приватинвест»;
- АО «Таобанк»;
- ВАТТ Завод «Красная гвардия»;
- ВАТТ НПЗ «Нефтехимик-Прикарпатье»;
- ВАТТ НПК «Галиция»;
- ОАО «ДнепрАзот»;
- ЗАО «Авіас плюс»;
- ЗАО «Эржан»;
- ЗАО «Запорожский масложиркомбинат»;
- ЗАО «Ильичёвский топливный терминал»;
- ЗАО КБ «ПриватБанк»;
- ЗАО «Львовский жирокомбинат[укр.]»;
- ЗАО МКБ «Москомприватбанк[укр.]»;
- ЗАО «Орлан-Бевериджиз»;
- ЗАО «Приват-интертрейдинг»;
- ЗАО «Приват-онлайн»;
- ЗАО «СП „Комсомольская правда“»;
- ЗАО Страховая компания «Ингосстрах»;
- ЗАО «Телесистемы Украины»;
- ЗАО ФК «Днепр-96»;
- ЗАО «Харьковский жировой комбинат»;
- ОАО «Авиакомпания „Кировоградские авиалинии“»;
- ОАО «Антарктика» (в том числе Ильичёвский морской рыбный порт)
- ОАО «Днепрвагонмаш»;
- ОАО «Днепрнефтепродукт».
- ОАО «Днепропетровский металлургический завод им. Коминтерна»;
- ОАО «Днепрспецстрой»;
- ОАО «Эксимнефтепродукт»;
- ОАО «Жидачёвский целлюлозно-бумажный комбинат[укр.]»;
- ОАО «Житомирнефтепродукт»;
- ОАО «Запорожский ферросплавный завод»;
- ОАО «Запорожьенефтепродукт»;
- ОАО «Измаильский целлюлозно-картонный комбинат»;
- ОАО «Киевгорнефтепродукт»;
- ОАО «Киеврезина»;
- ОАО «Кировограднефтепродукт»;
- ОАО ПАО «Евраз-ДМЗ им. Петровского» (ранее «Коксохимический завод „Днепрококс“»);
- ОАО «Кременчугнефтепродуктсервс»;
- ОАО «Криворожский железорудный комбинат[укр.]»;
- ОАО «Марганецкий горно-обогатительный комбинат»;
- ОАО «Нефть-юг»;
- ОАО «Николаевнефтепродукт»;
- ОАО «Никопольский завод ферросплавов»;
- ОАО «Одессанефтепродукт»;
- ОАО «Одесский завод сельскохозяйственного машиностроения»;
- ОАО «Орджоникидзевский горно-обогатительный комбинат»;
- ОАО ПКФ «Хмельницкнефтепродукт»;
- ОАО «Покровский горно-обогатительный комбинат»;
- ОАО «Приват-Холдинг»;
- ОАО «Проектно-поисковый институт „Южмедбиосинтез“»;
- ОАО «Севнефтепродукт-сервис»;
- ОАО «Стахановский завод ферросплавов»;
- ОАО «Сумынефтепродукт»;
- ОАО «Укрнефть»;
- ОАО «УКРНИИИНЖПРОЕКТ»;
- ОАО «Укрхимэнерго»;
- ОАО «Черниговнефтепродукт»
- ОАО «Черновцынефтепродукт»;
- ООО «Авангардбуд»;
- ООО «Авиас»;
- ООО «Агропромтехнология»;
- ООО «АЕФ»;
- ООО «Алапаевский металлургический завод»;
- ООО «Альфа-нефть»;
- ООО «Архон»;
- ООО «Безопасность. Охрана. Гарантия»;
- ООО «Биотрейд»;
- ООО «Бюро кредитных историй Украины»;
- ООО «Вард»;
- ООО «Велтекс»;
- ООО «Виалинт»;
- ООО «Витязь»;
- ООО ГИК «Славутич-Капитал»;
- ООО «Городской информационный расчётный центр»;
- ООО «Эквила»;
- ООО «Индеко»;
- ООО «Инком-2001»;
- ООО «Кадровое агентство „Альтернатива“»;
- ООО «Компания „Энергоальянс“»;
- ООО «Концерн „Основа“»;
- ООО «Корсан»;
- ООО «Линея-С»;
- ООО «Лорант»;
- ООО «Мелонин»;
- ООО «Металлотехника»;
- ООО «Мобильные платежи Украины»;
- ООО НВП «Консист»;
- ООО «Одеснефтепродуктсервис»;
- ООО «ПБ-консалтинг»;
- ООО «Первое украинское бюро кредитных историй»;
- ООО «Поул-Позишн»;
- ООО «Прадо»;
- ООО «Приват Комплект»;
- ООО «Приватсервис»;
- ООО «Приват Сервис Центр»,
- ООО «Приват-Сток-Сервис»;
- ООО «Приват-Фарм»,Днепропетровск;
- ООО «Приват-Такси»,Днепропетровск;
- ООО «Проминмет»;
- ООО «Ривалион»;
- ООО «Ритм 120»;
- ООО «Сентоза»;
- ООО Солм ЛТД:
- ООО «Сонго»;
- ООО СП «Энеко»;
- ООО «Спецтехмаш»;
- ООО СП «Химпром»;
- ООО СП CST-invest;
- ООО «Строительно-промышленная компания „Приват-инвестор“»;
- ООО «Технология»;
- ООО "Торговый дом «Приват»;
- ООО ТРК «Приват-ТВ-Днепр»;
- ООО «Украинские лотереи»;
- ООО «Украинское бюро кредитных историй»;
- ООО «Укрфондинвест»;
- ООО «Ферона»;
- ООО «ФК Гамбит»;
- ООО «Ченел-люкс»;
- ООО «Юникс»;
- ООО «Юридическая фирма „А-Лекс“;
- Afina Investments Ltd;
- Alan Investments S.A.;
- Albroath International Corp;
- Alexton Holdings Limited;
- Allstream Ventures Ltd;
- Almanzar Holdings Limited;
- Almas Limited;
- Athina Investments Ltd;
- Atra Inc.;
- Aulbrey Alliance S.A.;
- Ballioti Enterprises LTD
- Barat Enterprises S.A.;
- Barrington Industries Ltd.;
- BigOptima Limited;
- Bishop Invest & Finance Inc;
- Blue Island Group limited;
- Brotstone Ltd;
- Burrard Financial Corp.;
- Clanton Consultings Limited;
- Claresholm Marketing Ltd;
- Clemente Enterprises Limited;
- Clenton Consulting Limited;
- Copland Industries S.A.»
- Daytripper LCC;
- Directfield Ltd.;
- Duvall Limited;
- Edgar Alstorm Holdings S.A.;
- EVRAZ plc.[109]
- Evraz Group SA (Люксембург)[110]
- Express Times Limited;
- Exseed Investments Limited;
- Feral СА;
- Flink Investments S.A.;
- Garelio Trading Limited;
- Gehold S.A.;
- Geveld Holdings ІNC.
- Glos Trading Ltd;
- Grinton Management Limited;
- Hayden trading Inc.;
- Highlanders Alloys LLC;
- Highlanders Alloys LLC;
- Hovand Corp;
- Inofos Management Limited;
- Jarwin trade & finance copr.;
- Koresta Investments Ltd;
- Kreontas Commercial Ltd;
- Kronstaf Management S.A.;
- Lanebrook Ltd (Кипр);
- Malton Industries Corp;
- Margaroza Commercial Limited
- Matrimax Limited;
- Melchet Invest limited;
- Mildenhall Limited;
- Mint Data Holdings Limited;
- Mortondale Assets Limited;
- Naxten, Inc;
- Newell Industries Ltd;
- Newton Capital Enterprises Inc.;
- Occidetal Management Co Ltd.;
- Oi S.A.
- Olbi Production Ltd;
- Palmary Enterprises Limited;
- Paritate Banka, AS;
- Pontadel Limited;
- Portial Trading Limited;
- Posner Trading Limited;
- Preskona Management Limited;
- PrivatBank, AS (Латвия);[111]
- PrivatBank Sucursal em Portugal, AS (Португалия);
- ТаоПриватБанк (Грузия)[112]
- Profetis Enterprises Limited;
- Rafels Ltd.;
- Ravenscroft Holdings Limited;
- Rosstock U.K. Limited;
- Seiba Limited;
- Sepultura Holdings Limited;
- Soltex Limited;
- Stalmag sp z.o.o. г.;
- Starmill Limited;
- S.T.C. Limited;
- St. John Trading;
- Sturlak Investments Limited;
- Tapesta Limited;
- Torbock Holdings Limited;
- Transeurope Trade & Inv. Corp. Ltd;
- Trekin Investments Limited;
- Ulricһ Limited;
- Varkedge Limited;
- Verblud Traders and Consultants Ltd.;
- Victorex Limited;
- Wadless Holdings Limited
- Walltron Limited;
- Wisewood Holdings Ltd;

## Уголовное преследование

### В России
21 июня 2014 года Коломойский вместе с главой МВД Украины Арсеном Аваковым были объявлены Следственным комитетом в международный розыск (позже Басманный районный суд Москвы вынес решение заочно арестовать Коломойского) по подозрению в «организации убийства», «применении запрещённых средств и методов ведения войны», «похищении человека» и «воспрепятствовании законной деятельности журналиста» (ч. 3 ст. 33, п.п. «а», «б», «е», «ж», «л» ч. 2 ст. 105, ч. 3 ст. 33, ч. 1 ст. 356, ч. 3 ст. 33, ч. 3 ст. 144, ч. 3 ст. 33, п. «а» ч. 3 ст. 126 УК РФ) в ходе войны в Донбассе. Все расследования ведутся на перспективу, поскольку, по мнению «Коммерсанта», у следствия нет реальной возможности привлечь обвиняемых к ответственности. Уголовное дело было возбуждено возглавившим незадолго до этого спецуправление комитета по событиям на юго-востоке Украины старшим следователем по особо важным делам при председателе СКР Александром Дрымановым, руководившим расследованием событий 2008 года в Южной Осетии.
В рамках этого дела СК РФ начал массово допрашивать находящихся в РФ граждан Украины, помимо прочего интересуясь расположением военных частей и их личным мнением о правительстве Украины. Пресс-секретарь Авакова Наталья Стативко пояснила, что украинская сторона и министерство внутренних дел Украины крайне обеспокоены гибелью людей, вызванной «в том числе вмешательством со стороны Российской Федерации». По мнению председателя комитета «Гражданское содействие» Светланы Ганнушкиной, кроме факта передачи личных данных из ФМС следователям без веских оснований вызывает сомнения возможность СК проверить свидетельские показания на территории другой страны, ибо многие из них в итоге оказывались «байками, которые не подтверждались, историями, которые люди не видели своими глазами, а от кого-то слышали».
1 августа 2014 года Генеральной прокуратурой России в Интерпол были направлены материалы для начала международного розыска Коломойского. 2 октября 2014 года стало официально известно об отказе Интерпола объявлять его в международный розыск, что мотивировалось Интерполом «связью с политическими событиями».
2 октября 2023 года Росфинмониторинг включил Игоря Коломойского в перечень террористов и экстремистов.

### На Украине
2 сентября 2023 года Шевченковский суд Киева отправил бизнесмена Игоря Коломойского под стражу на срок 60 дней, с возможностью внесения залога в размере 509 миллионов гривен. По данным следствия, Коломойский в течение 2013—2020 годов легализовал более полумиллиарда гривен путём их вывода за границу, используя при этом инфраструктуру подконтрольных банковских учреждений. В материалах дела Коломойский упомянут, как лишённый гражданства Украины и гражданин Израиля и Кипра.

### За рубежом
19 мая 2020 года Игорь Коломойский стал фигурантом уголовных дел, находится под следствием федерального суда США по делу об отмывании денег на территории США.
В сентябре 2024 года лишён гражданства Кипра за недостоверную информацию при получении гражданства в 2010 году. Тогда Коломойский не сообщил, что двумя годами ранее ему грозило уголовное преследование в России за неуплату налогов.

## Награды
- Орден «За заслуги» III степени (2006)[124].
- Наградное оружие — штурмовая винтовка «Форт-221» (19 февраля 2015)[125].

## Семья
Женат, имеет дочь Анжелику и сына Григория. Семья проживает в швейцарском городе Женева. Сын Григорий Коломойский — баскетболист, игрок клуба «Днепр».